# Friedrich August von Holstein
Friedrich August von Holstein, soprannominato Fritz von Holstein (Schwedt, 24 aprile 1837 – Berlino, 8 maggio 1909), è stato un diplomatico e politico tedesco.

## Biografia
Per decenni fu considerato uno degli uomini politici tedeschi più influenti nel campo della politica estera. Fu lui che abbandonò la "Bündnispolitik" (letteralmente: politica di intesa) di Bismarck e dopo la sua caduta lavorò per collocare la Germania tra le potenze mondiali. Dopo la caduta di Bismarck nel 1890 divenne il più importante consigliere estero di Caprivi. In seguito alla prima crisi marocchina e la Conferenza di Algeciras del 1906 fu evidente il suo fallimento, che lo costrinse al ritiro il 14 aprile.
Come motivo per l'allontanamento da Bismarck e dell'ostilità nei suoi confronti si suppone che Bismarck abbia posseduto materiale compromettente su un affaire di Holstein durante il periodo in cui egli fu legato d'ambasciata a Washington (1866-1867), sebbene la pressione che Bismarck poté esercitare fosse sempre meno efficace.
Gli attacchi di Maximilian Harden contro il "Liebenberger Kreis" (circolo di Liebenberg), che rotava attorno al principe Philipp di Eulenburg, si basarono probabilmente su informazioni di Holstein, forse addirittura su un'indiscrezione dello stesso Bismarck. In seguito Harden accusò pubblicamente Fritz von Holstein degli insuccessi della politica estera tedesca dopo il ritiro di Bismarck.
Per decenni Holstein visse al 40 della Großbeerenstraße a Berlino. Dal suo appartamento, arredato in stile spartano, distante pochi metri dalla cascata del Viktoriapark a Kreuzberg, fu l'eminenza grigia della politica estera tedesca.